# Castifao
Castifao (in corso Castifau) è un comune francese di 159 abitanti situato nel dipartimento dell'Alta Corsica nella regione della Corsica.

## Società

### Evoluzione demografica
Abitanti censiti